# Oi!

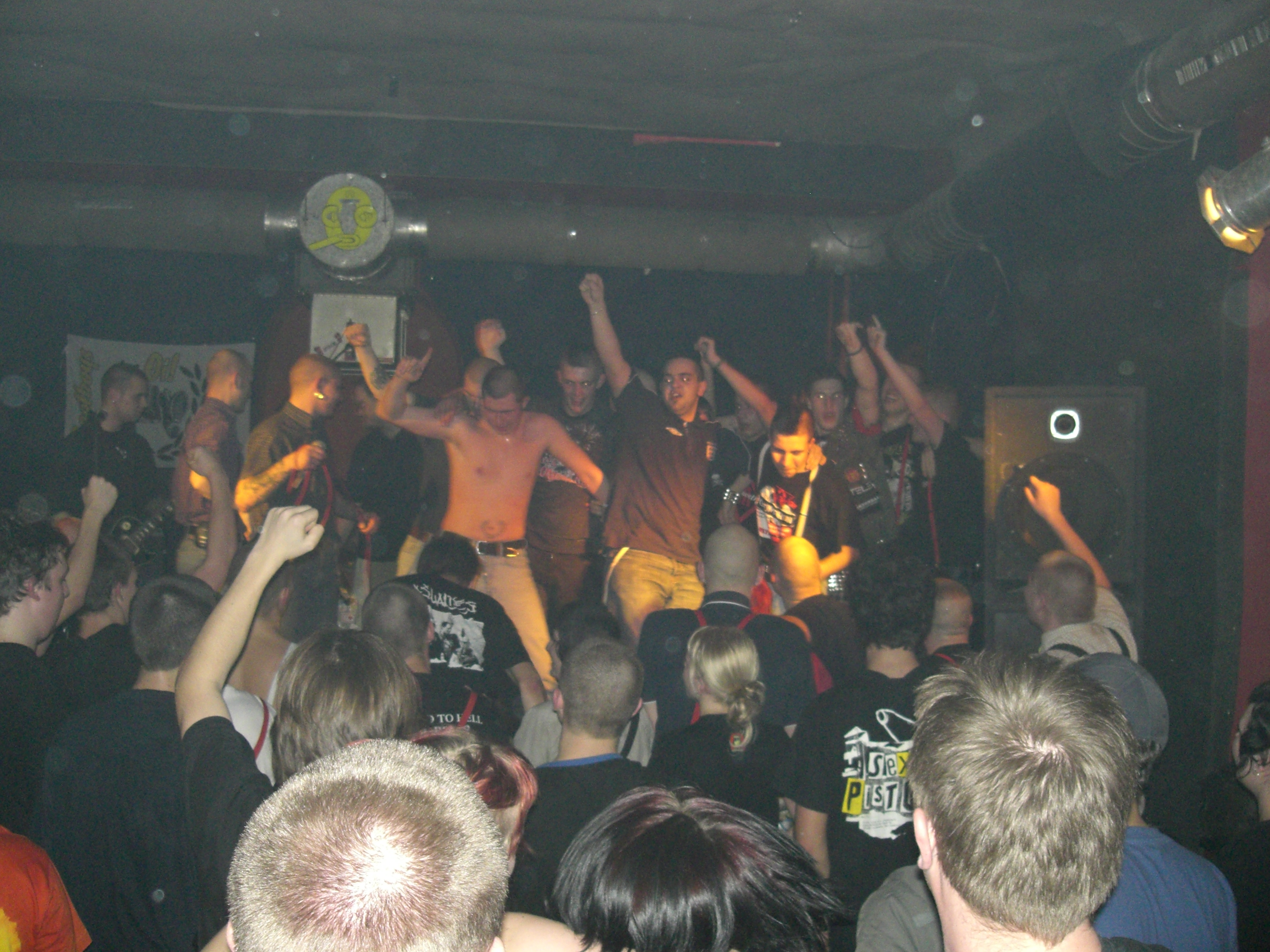
Koncert skupiny Pilsner Oiquell hrající Oi!

Oi! je označení pro hudební styl. Jedná se o subžánr punk rocku. Za zemi původu se obvykle považuje Spojené království, kde se hudební styl začal objevovat v pozdní fázi 70. let 20. století.
Původně se styl nazýval do 80. let streetpunk (pouliční punk) nebo reality-punk (realistický punk), než novinář Garry Bushell přišel s názvem Oi! podle písně skupiny Cockney Rejects, která se jmenuje Oi! Oi! Oi!.
V osmdesátých letech vzniklo v Česku také hnutí zvané Kališníci, jehož členové byli velmi vlastenecky založeni. Nejznámějším interpretem se pravděpodobně stala skupina Orlík. V tomto duchu, avšak agresivněji, vystoupila i skupina Braník. V její produkci se objevily otevřeně rasistické texty, za což bylo šest členů, tehdy již bývalé hudební skupiny, podmínečně odsouzeno na osm měsíců se zkušební dobou jeden až jeden a půl roku.
Mezi nejznámější Oi! kapely patří Sham 69, the 4 Skins, Cockney Rejects, Condemned 84 či the Business. Z českých jsou to pražská Prohibice, plzeňští Pilsner Oiquell, Last Strike, brněnská Operace Artaban, The Riot. Ze slovenských například Začiatok Konca. Kapely Krátký Proces, Braník, Valašská Liga nemají s původním Oi! nic společného.[zdroj?]
Jednou z významných skupin hrajících Oi! je Skrewdriver v čele s Ianem Stuartem Donaldsonem.